# Pygophora trimaculata
Pygophora trimaculata är en tvåvingeart som beskrevs av Karl 1935. Pygophora trimaculata ingår i släktet Pygophora och familjen husflugor.
Artens utbredningsområde är Taiwan. Inga underarter finns listade i Catalogue of Life.